# Een Jongmensch heeft zich opgehangen aan een boom in 't Muiderwoud
Een Jongmensch heeft zich opgehangen aan een boom in 't Muiderwoud je nizozemský němý film z roku 1907. Režisérem je Willy Mullens (1880–1952).

## Děj
Mladý muž se oběsí na nejvyšším stromě v místním parku poté, co je odmítnut dívkou svých snů. Brzy ho objeví strážce parku. S velkým povykem je přivoláno několik lidí, aby ho co nejrychleji dostali dolů. Mladík nakonec přežije.